# بهیار سلیمانی
بهیار سلیمانی (زادهٔ ۱۳۳۹ در شیراز) نمایندهٔ حوزهٔ انتخابیهٔ فسا در دورهٔ ششم مجلس شورای اسلامی بوده‌است. بهیار سلیمانی فارغ‌التحصیل دانشگاه شیراز می‌باشد وی پس از فارغ‌التحصیلی مسیولیت‌هایی در بنیاد شهید انقلاب اسلامی به عهده گرفته‌است و با ادامه تحصیل مجدد عضو هییت علمی و معاون اداری مالی دانشگاه آزاد اسلامی شیراز می‌گردد و خدماتی در جهت گسترش منابع انسانی و توسعه فضاهای آموزشی انجام می‌دهد. سپس به عنوان مدیر کل امور اجتماعی وزارت کشور مشغول خدمت می‌گردد. در این مدت موفق به عملیاتی کردن قانون شورای‌های شهر و روستا می‌گردد و پس از سال‌ها شورای‌های شهر و روستا در کشور آغاز به کار می‌کند. وی در ادامه مسیر خدمت با رای مردم شهرستان فسا نماینده دوره ششم مجلس شورای اسلامی می‌گردد. در کنار خدماتی که به شهرستان فسا می‌کند کارهای کلان استان را نیز پیگیری می‌نمایند و در راستای بهره‌گیری از توان فکری و مدیریتی نیروهای فارسی مقیم مرکز مبادرت به سازمان دهی مجمع فارسیان مقیم مرکز می‌نماید و با پیگیری مطالبات مردم موفق می‌گردد که راه‌آهن شیراز اصفهان، و آزاد راه‌های شیراز کازرون بوشهر، شیراز اصفهان، شیراز یاسوج، فسا بندر عباس را عملیاتی نماید. از دیگر اقدامات پیگیرانه این مجمع ایجاد منطقه اقتصادی الکترونیک شیراز پتروشیمی‌های فارس توسعه گردشگری می‌باشد.